# Zabočevo
Zabočevo (Duits: Sabetzau) is een plaats in Slovenië en maakt deel uit van de gemeente Borovnica in de NUTS-3-regio Osrednjeslovenska. De plaats telde 114 inwoners op 1 januari 2020.

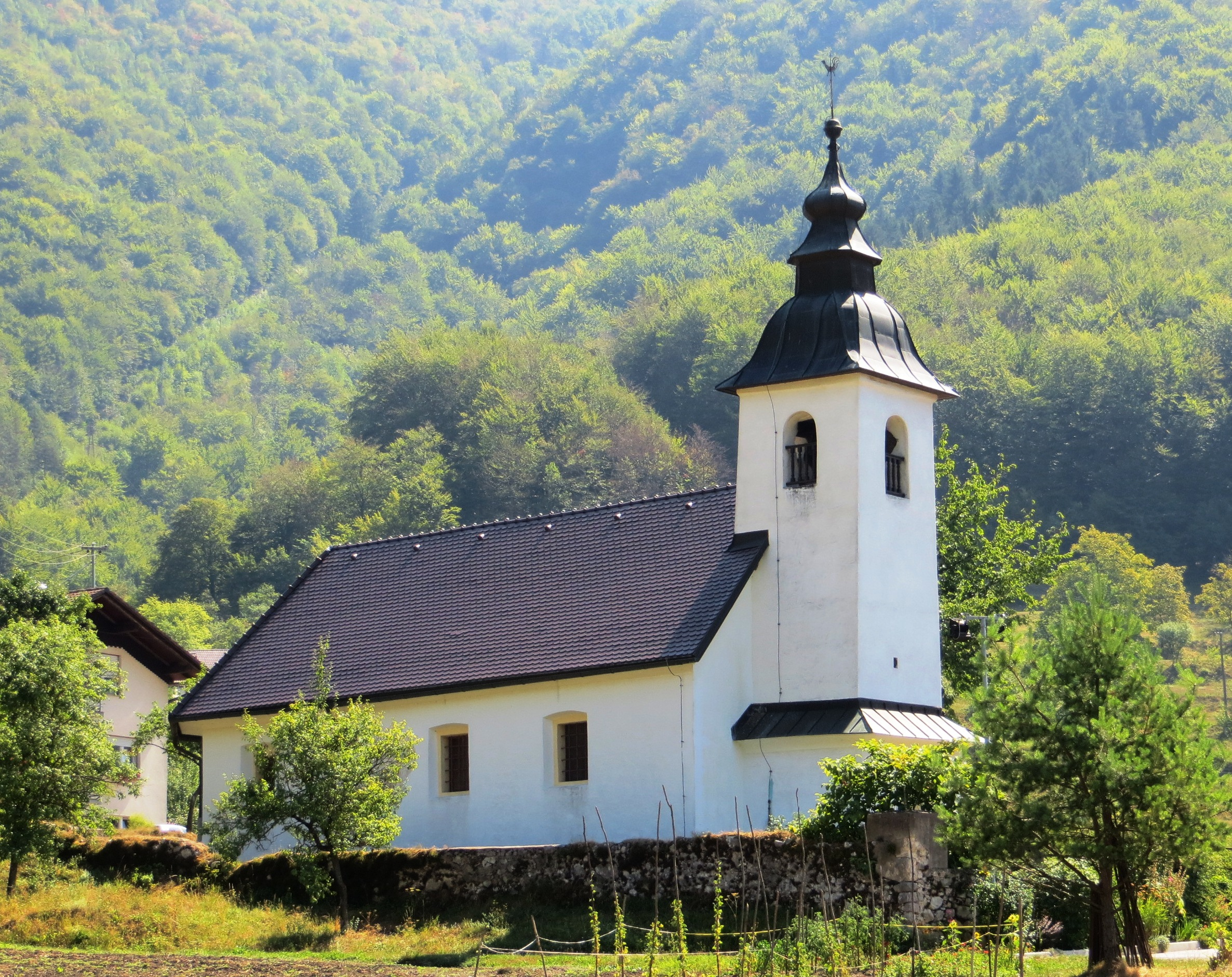
Sint Johannes de Doperkerk